# أبولوني ساباتير
أبولوني ساباتير (8 أبريل 1822 - 3 يناير 1890) هي كانت محظية فرنسية.